# Río Nera (Danubio)
El Nera (rumano: Nera, serbio: Nera o Нера, húngaro: Néra) es un río de 124 kilómetros de largo que atraviesa Rumanía y Serbia. Es un afluente izquierdo del Danubio,al que se une cerca de Banatska Palanka. Su longitud es de 143 km y su cuenca de 1.380 km² (cuenca del Mar Negro). El Nera no es navegable.

## Rumanía
El Nera nace en las montañas del Banato la parte más oriental de la región del Banat, al sur de la ciudad de Reșița, en el condado rumano de Caraș-Severin. Nace cerca de la estación de montaña Semenic, desde donde fluye hacia el sur. Su parte más alta, aguas arriba de la confluencia con el Nerganița, se llama también Nergana. Al llegar al pueblo de Borlovenii Vechi, el Nera gira hacia el suroeste, fluyendo entre las montañas del Banato y el Banat. En este tramo, el Nera recibe su afluente izquierdo, el Rudăria, y pasa junto a numerosas aldeas (Prilipeț, Dalboșeț, Moceriș), hasta llegar a Șopotu-Nou, donde gira bruscamente hacia el noroeste, todavía curvando alrededor de los montes Seménicos. Pasa junto a los pueblos de Sasca Română, Sasca Montana, Slatina Nera y Naidăș, punto en el que se convierte en la frontera entre Rumanía y Serbia durante los 27 kilómetros restantes.

## Río fronterizo
En el tramo fronterizo, el Nera fluye a través de la depresión de Bela Crkva (Belocrkvanska kotlina; cirílico: Белоцркванска котлина), y entre los asentamientos del lado rumano se encuentran Lescovița, Zlatița y Socol, mientras que en el lado serbio sólo hay un pueblo en el propio río, Kusić, con varios asentamientos en las inmediaciones del río: Kaluđerovo, la ciudad de Bela Crkva, Vračev Gaj y Banatska Palanka. En Vračev Gaj, el río gira hacia el sur y desemboca en el Danubio cerca del pueblo de Stara Palanka.
En su tramo final, el Nera tiene una anchura de 20 a 40 metros, con profundidades variables, y como el lecho del río es mayoritariamente de grava, se desborda en series de limanes, llenos de aguas turbias. La propia desembocadura es un lugar de pesca muy popular.

## El lago Đerdap
Tras el llenado del lago artificial Đerdap, como resultado de la central hidroeléctrica Puerta de Hierro I, que se terminó en 1972, la desembocadura del río en el Danubio se inundó. Para permitir la producción óptima de electricidad, el nivel de agua del Nera en la desembocadura no debe bajar de 68 m, mientras que no debe superarlo si se quiere evitar la inundación de las orillas. Desde mediados de la década de 1990, existen importantes problemas para fijar el nivel del río, ya que el proceso es costoso y complicado. En 2018, representantes de Rumanía y Serbia firmaron un acuerdo para solucionar el problema.

## Asentamientos situados cerca del río
- En Rumanía: Prigor, Bozovici, Dalboșeț, Șopotu Nou, Sasca Montană, Naidăș, Socol.
- En Serbia: Kusić, Bela Crkva, Vračev Gaj, Banatska Palanka, Stara Palanka

## Tributarios
- Los siguientes son afluentes del Nera (desde el nacimiento hasta la desembocadura):  A la izquierda: Nerganița, Prigor, Rudăria, Bănia, Gârbovăț, Șopot, Bârz, Boinița, Răchita, Ogașu Mare, Haimeliug, Ogașu Porcului, Ulmu Mare, Ogașu Porcariului, Șușara, Fântâna Seacă, Micoș, Pârloagele  Derecha: Beg, Coșava, Hielișag, Pătășel, Miniș, Agriș, Lăpușnic, Oreștica, Moceriș, Ducin, Bresnic, Ogașu Alunilor, Radovanu, Valea Rea, Padina Seacă, Lindina, Beu, Năidășe